# Julius Plücker
Julius Plücker (Elberfeld, 16 juni 1801 – Bonn, 22 mei 1868) was een Duits wis- en natuurkundige. Hij leverde fundamentele bijdragen op het gebied van de analytische meetkunde (geometrie), waaronder een uitgebreide studie naar de kromme van Lamé. Verder was hij een pionier in het onderzoek naar kathodestralen, wat uiteindelijk zou leiden tot de ontdekking van het elektron in 1897.

## Biografie
Na zijn opleiding in Düsseldorf en aan de universiteiten van Bonn, Heidelberg en Berlijn vertrok hij in 1823 naar Parijs. Hier kwam hij in contact met een belangrijke Franse school van meetkundigen wiens oprichter, Gaspard Monge, recent was gestorven. Hij promoveerde aan de Philipps-Universiteit Marburg onder supervisie van Christian Gerling. Hij keerde terug naar Bonn waar hij eerst als privaatdocent en vanaf 1828 als professor in de wiskunde doceerde aan de Universiteit van Bonn en later aan die van Halle.
In 1847 werd Plücker benoemd tot professor in de natuurkunde, in welke hoedanigheid hij samen met de Bonner glasblazer Heinrich Geißler onderzoek ging doen naar vacuümtechnieken en elektrische ontladingen in gassen in vacuümgepompte glazen buizen. In 1858 publiceerde hij het eerste deel van zijn onderzoek. Hij had ontdekt dat door gasontlading de wand van een vacuümbuis fluorescerend ging oplichten en dat de locatie van dit verschijnsel beïnvloed kon worden door met een magneet langs de buis te bewegen. Hieruit concludeerde hij dat het om geladen elektrische deeltjes ging in plaats van om straling.
Een van zijn leerlingen, Johann Wilhelm Hittorf, zou later verdergaan met dit onderzoek en ontdekken dat kathodestralen – negatief geladen elektronen – dit lichtverschijnsel veroorzaken. In 1865 keerde Plücker terug naar de wiskunde en ging verder werken aan de meetkunde. Van de Royal Society of London ontving hij in 1866 de Copley Medal voor zijn wetenschappelijk werk.

## Werken
- Analytisch-Geometrische Entwickelungen (1828)
- System der Analytische Geometrie (1835)
- Theorie der Algebraische Kurven (1839)
- Neue Geometrie des Raumes (1868)